# Corneda (Boimorto)
Corneda (llamada oficialmente San Pedro de Corneda) es una parroquia española del municipio de Boimorto, en la provincia de La Coruña, Galicia. 

## Entidades de población
Entidades de población que forman parte de la parroquia:
- Bolecos (Os Bolecos)
- Carretera (A Estrada)
- Chousas (As Chousas)
- Condes (Os Condes)
- Paredes
- Curro Pequeño (O Curro Pequeno)
- Outeiro
- Rego de Ará (O Rego de Ará)
- O Cruceiro

## Demografía
| Gráfica de evolución demográfica de Corneda entre 2000 y 2021 |
|                                                               |
| Datos según el nomenclátor publicado por el INE.              |